# 糙刺参
糙刺参（学名：Stichopus horrens）为刺参科刺参属的动物。分布于马达加斯加、新喀里多尼亚、菲律宾、印度尼西亚、关岛、夏威夷、日本、澳大利亚、台湾岛以及中国大陆的海南岛、西沙群岛等地，多生活于躲藏在死珊瑚或石下。该物种的模式产地在社会群岛。